# ストリートファイター X 鉄拳
『ストリートファイター X 鉄拳』（ストリートファイター クロス てっけん、Street Fighter X TEKKEN）はカプコンより2012年に発売されたPlayStation 3（PS3）、Xbox 360、PlayStation Vita、Windows用対戦型格闘ゲーム。Windows版は日本国内ではSteamでのみ配信。キャッチコピーは「どちらが上か、決めようか…」。公式サイトでの略称は「ストクロ」。

## 概要
ストリートファイターシリーズのキャラクターと鉄拳シリーズのキャラクターが登場する対戦型格闘ゲーム。
『ストリートファイターIV』と『鉄拳6』の発売をきっかけにカプコンとバンダイナムコゲームスの開発者がコラボレーションし、制作が発表された。ただし、2社が協力して1つのタイトルを作るのではなく、カプコンとバンダイナムコゲームスがお互いに検閲・干渉はせずに、それぞれに制作。『ストリートファイター X 鉄拳』はカプコンが作ったタイトルで、バンダイナムコゲームス側も『鉄拳 X ストリートファイター』という別のタイトルで作ると発表されたが、『鉄拳 X ストリートファイター』は2021年時点で開発保留状態となっている。
グラフィックは『ストリートファイターIV』同様、3Dで描かれる。プロデューサーは小野義徳。
全世界では累計180万本を販売している。また、2012年11月28日からiPhone、iPod touch、iPad用ゲームアプリとして『ストリートファイター X 鉄拳 MOBILE』が配信された。

## システム
基本的には『ストリートファイター』シリーズでおなじみの8方向レバー、弱、中、強パンチ、弱、中、強キックを使用する6ボタン操作となっている。鉄拳シリーズのキャラクターにも6ボタンそれぞれに技が割り振られ、「EX必殺技」や「スーパーアーツ」が実装されるなどストリートファイターシリーズのシステムでプレイすることになる。対戦形式は2on2のタッグバトルで、『鉄拳タッグトーナメント』のようにいつでも入れ替わることが可能。現在闘っているキャラクターの体力が無くなると、控えキャラクターの体力に関係なくKOとなる。
体力ゲージの他に「スペシャルゲージ」（以下SPゲージ）があり、EX必殺技やスーパーアーツなどに使用する。SPゲージは攻撃したり、逆に攻撃を食らうことで増加して行き、最大で3ブロックまでストック可能。
特殊技
レバー入れ攻撃や、特定のボタンを順番に押すタイプの技。鉄拳シリーズの固有技や『ストリートファイターIII』のターゲットコンボなどはこちらに分類される。
必殺技
レバー操作とボタン操作の組み合わせて出すことのできる通常より強力な技。リュウの波動拳や一八の風神拳など。
EX必殺技
必殺技のコマンドでボタンを2つ同時押しすると強化型の必殺技の「EX必殺技」になる。SPゲージを1ブロック消費する。
スーパーアーツ
特定のコマンドを入力すると超必殺技の「スーパーアーツ」になる。SPゲージを2ブロック消費する。リュウならレバーを下・右下・右と入力し弱パンチ+中パンチ+強パンチ同時押しで5ヒットの真空波動拳になる。
ガードキャンセル
ガード時に素早くレバーを右に入れて強パンチ+強キック同時押しで、ガードから素早く反撃行動を起こす「ガードキャンセル」になる。SPゲージを1ブロック消費する。
『ストリートファイターZERO』や『ヴァンパイア』シリーズのものは連続ガード後でも発動できたが、本作ではタイミングがシビアで、ガード直後にしか発動できない。

### 新システム
ランチアタック
強パンチ+強キック同時押しで相手を空中に打ち上げ、直後にパートナーと交代する。ランチアタック後にパートナーが技を繰り出すことでさらに連続技にすることも可能。
ブーストコンボ
通常技を弱→中→強と連続で押すことで連続技を出すことができるシステム。ヴァンパイアシリーズの「チェーンコンボ」に近い。比較的簡単に連続技を繋げることができるが、リカバリアブルダメージ（暗い色で表示されている回復可能なダメージ）の割合が高く、攻撃のスキが大きいのでガードされると手痛い反撃を受けるというデメリットもある。後述する「クロスラッシュ」にさらに繋げることができる。
クロスラッシュ
ブーストコンボの後にさらに強ボタンを押すと「ランチアタック」が発動し、敵を上空に打ち上げつつパートナーと交代する。
クイックコンボ
弱パンチ+強キック同時押し、もしくは弱キック+強パンチ同時押しであらかじめ登録しておいた連続技を、SPゲージを1ブロック消費して自動的に繰り出す。
キャラクターチェンジ
中パンチ+中キック同時押しでパートナーと交代する。交代して後ろに下がったキャラクターはリカバリアブルダメージが徐々に回復する。また、SPゲージを1ブロック消費することで攻撃中に交代する「キャンセルチェンジ」が使える。
スーパーチャージ
特定の必殺技のコマンド入力後、ボタンを押しっぱなしにすることで通常の必殺技がEX必殺技、スーパーアーツへと変化し、SPゲージを消費せずにこれらの技を使用できる。スーパーチャージ対応技はキャラクターによって異なる。例）リュウなら波動拳→灼熱波動拳→真空波動拳、ケンなら竜巻旋風脚→EX竜巻旋風脚→疾風迅雷脚。また、スーパーチャージはダッシュやバックステップでキャンセルが可能。
クロスアーツ
1P側でレバーを下・右下・右と入力し中パンチ+中キック同時押しでSPゲージを3消費し発動。ヒットすると専用の連続攻撃を出した後でパートナーに交代してスーパーアーツを出す。相手のリカバリアブルダメージを消滅させる追加効果がある。攻撃がヒットしなかった場合は交代も行われない。
クロスアサルト
1P側でレバーを下・左下・左と入力し中パンチ+中キック同時押しでSPゲージを3消費し、パートナーキャラクターと2人同時に行動が可能になる。クロスアサルト終了後は2人の体力ゲージが平均化される。
パンドラ
残り体力が25%以下の時にレバーを下に2回入れて中パンチ+中キック同時押しで「パンドラ」となる。パンドラを使用すると自分の体力が無くなり、パートナーに交代する。交代したパートナーは黒い色に染まり、攻撃力が上昇する他、SPゲージが自動回復するようになる。ただし、パンドラ使用後一定時間経過すると自動的に敗北となってしまう。

### ジェム
本作ではジェムと言われるアイテムを装備することでキャラクターに様々な特殊能力を付与できる。ジェムにはブーストジェムとアシストジェムの2種類がある。ジェムの装備はメニューのカスタマイズのジェムユニットから行う。ジェムは1人のキャラクターに最大で3個まで装備させることができる。ただし、一部のジェムの中には通常のジェム2個分のスロットを占有するものもある。
ブーストジェム
特定の条件を満たすことでキャラクターの能力を一時的に上昇させる。
- 001 豪力のジェムLv.1 - 通常攻撃を5回当てると、20秒間与えるダメージが10％増加する。
- 042 鉄壁のジェムLv.1 - 通常攻撃を4回受けると、20秒間防御力が上昇する。
- 205 猛攻のジェムLv.1 - ガードを4回されると、20秒間SPゲージ獲得率が20％上昇する。

アシストジェム
プレイヤーの操作を補助するジェム。効果時間に制限は無く、常時発動状態。ただし装備するとリスクも伴う。
- 002 簡単コマンド - 必殺技のコマンド入力が簡単になる。ただし、対戦中の攻撃力が10％減少する。
- 017 オート投げ抜け - 通常投げに対して自動的に投げ抜けが発生するが、その瞬間にSPゲージを1/2ブロック消費。
- 022 オートガード - ガード操作をしなくても、SPゲージを1消費して自動的にガードする。

## ゲームモード
アーケード
ストーリーに沿ってCPUキャラクターと戦うモード。後述する「公式タッグ」を使った場合は専用のオープニングとエンディングが用意される。コントローラーを2つ使うことで、2人でのタッグプレイが可能になる。オンライン待ち受けにも対応しており、これをオンにすることで、インターネットを通じて他のプレイヤーとの通信対戦に移行することができる。
バーサス
オフラインで2 - 4人での対戦を行うモード。ジャンブルバトルをオンにすると、交代せず常時4人のキャラクターが入り乱れて戦うモードになる（jumbleはごたまぜの意味）。CPU相手の対戦も可能。
ネットワーク
インターネット回線を通じて、オンラインで他のプレイヤーと対戦するモード。対戦の勝ち負けによってBP（バトルポイント）が増減し、それに応じてランクが上下する「ランクマッチ」、ルーム内に参加したプレイヤー最大7人での勝ち抜き戦を行う「エンドレスバトル」、4人のプレイヤーが同時に戦う特殊ルール「ジャンブルバトル」がある。
また、タッグパートナーを設定することで、常にパートナーを固定し、協力プレイを行うことができる。ブリーフィングルームではパートナーとトレーニングを行うことが可能で、この状態でオンライン待ち受けすることも可能。
「リプレイチャンネル」では対戦ファイルのリプレイが閲覧できる。
「ランキング」ではBPや勝利数のランキングを閲覧できる。
トレーニング
体力無限の状態で技の練習を行うことができる。SPゲージの自動回復やCPUの行動設定などを行うことも可能。
チャレンジ
キャラクターごとに20ずつ設定された課題をこなす「トライアル」、CPUを相手に特殊条件下での勝利を目指す「ミッション」、ゲームルールを1から解説する「チュートリアル」がある。

## トレーラー
ゲーム発売前に、登場キャラクター同士が戦うトレーラーが7つ公開された。

### EPISODE 0
『ストリートファイター』からはリュウと火引弾、『鉄拳』からは三島一八が登場。『ストリートファイターIV』からイメージを継承した質実剛健な墨絵調のタッチで、リュウと一八の邂逅が描かれた。ダンは無情な強さを誇る一八により、無様にやられてしまう。

### EPISODE 1
『ストリートファイター』からはリュウとケン・マスターズ、『鉄拳』からは三島一八とニーナ・ウィリアムズが登場。本作のビジュアルテーマである“水”の表現をふんだんに取り入れた演出で、本作の主人公格に当たる2組4人が激しく入れ乱れ激突した。

### EPISODE 2
『ストリートファイター』からはポイズンとヒューゴー、『鉄拳』からはキングとクレイグ・マードックが登場。リングでの闘いを生業とする4人が激突し、二転三転する目まぐるしい活躍が描かれた。マイク・ハガーも登場する。

### EPISODE 3
『ストリートファイター』からはルーファスとザンギエフ、『鉄拳』からはボブとジュリア・チャンが登場。マーシャル・ロウが経営するレストランを闘いの舞台として、ルーファスがボブをケン・マスターズと見間違えたことをきっかけに、大乱闘に発展する。また、レストランの客としてリュウとケンも登場する。

### EPISODE 4
『ストリートファイター』からは春麗とキャミィ、鉄拳からは風間飛鳥とリリが登場。『ストリートファイター』と『鉄拳』を代表するヒロインである彼女たちはぶつかり合い、トレーラーの荷台から埠頭へと闘いの場へ変えながら、リリが大型船舶に乗り込んだ所で決着する。

### EPISODE 5
『ストリートファイター』からはベガとハン・ジュリ、『鉄拳』からは風間仁と凌暁雨が登場。悪の力を増すために「箱」を求めるベガとジュリ、悪を浄化するため「箱」を探す仁とシャオユウの2組は、三島財閥ビルを舞台として壮絶な死闘を展開し、結果、仁のデビル因子が覚醒する。

### EPISODE 6
『ストリートファイター』からは豪鬼、『鉄拳』からはオーガが登場。強さのみを追い求め、人の世の理を超越した2つの存在が対峙し、一触即発の空気が流れ、「箱」を巡って争う。

## ストーリー
ある時、宇宙から隕石が飛来し、南極点付近に落着した。各国の調査隊はこの隕石の調査に当たっていたが、この隕石の破片の一つに不思議な紋様のある箱のようなものがあることが判明した。この箱はどうやっても開けることができなかったが、周囲の生物に影響を与えるという調査結果が報告された。「パンドラ」と名付けられたこの箱の周囲の生物は凶暴化し、その力が大きく増大するらしい。秘密組織・シャドルーと三島財閥はこの箱を奪取せんと動き始め、それに呼応するように各地の格闘家たちも南極を目指し始めたのだった。

## 登場キャラクター
PS3版は43人、XB360版は38人のキャラクターが登場する。PS Vita版、DLCではさらに12人の追加キャラクターが用意され、PS3版とPS Vita版では合計55人、XB360版では50人となる。これらの追加キャラクターはPS Vita版と連動することでPS3版に追加される。また、PS Vitaを持たないプレイヤーとXB360版ユーザーのためにDLCとしても配信された。キャッチコピーは公式サイトのものを引用。
チームの編成は自由だが、発表の際は「公式タッグ」として、2人1組で紹介される。アーケードモードでは公式タッグでプレイした場合は専用のオープニング、エンディング、ライバル戦が用意される。ボスキャラクターはタッグを組まず1人で登場し、リカバリアブルダメージは交代しなくても徐々に回復していく。

### ストリートファイター
担当声優は『ストリートファイターIV』基準。ただし『ストリートファイターIV』以外のキャラクターも登場する。
最強のライバルタッグ
リュウ
声：高橋広樹 / カイル・エベール
キャッチコピー：波動を纏う拳
ケン
声：岸祐二 / ルーベン・ラングダン
キャッチコピー：終生の好敵手

凛々しき美女タッグ
春麗
声：折笠富美子 / ローラ・ベイリー
キャッチコピー：悪を暴く美脚
キャミィ
声：沢城みゆき / ケイトリン・グラス
キャッチコピー：アサルトソルジャー

ピンクモンスタータッグ
ポイズン
声：田中敦子 / カレン・ストラスマン
キャッチコピー：色気男気女気
ヒューゴー
声：高木渉 / パトリック・セイズ
キャッチコピー：ギガスの怒号

超重量級タッグ
ザンギエフ
声：三宅健太 / ピーター・ベックマン
キャッチコピー：赤き重戦車
ルーファス
声：羽多野渉 / クリストファー・コーリー・スミス
キャッチコピー：躍動するヘビーボディ

美醜の双撃タッグ
バイソン
声：鶴岡聡 / ボブ・カーター
キャッチコピー：バイオレンスパンチャー
バルログ
声：諏訪部順一 / ダグ・アーホルツ
キャッチコピー：血に染まる薔薇
ソルジャータッグ
アベル
声：高橋研二 / ジェイソン・リーブレクット
キャッチコピー：過去を取り戻すために
ガイル
声：安元洋貴 / トラヴィス・ウィリン
キャッチコピー：空を断つ戦技

堅忍不抜タッグ
サガット
声：遠藤大輔 / アイザック・C・シングルトン・Jr
キャッチコピー：比類なき王者の風格
ダルシム
声：江川大輔 / クリストファー・ベヴィンズ
キャッチコピー：神聖な焔の導き

戦術忍術タッグ
いぶき
声：藤村歩 / カット・スティール
キャッチコピー：忍者時々女子高生
ロレント
声：山野井仁 / ダメオン・クラーク
キャッチコピー：目指すは究極理想国家

血と悪の戦慄タッグ
ベガ
声：若本規夫 / ジェラルド・C・リバーズ
キャッチコピー：終わらない悪夢
ジュリ
声：喜多村英梨 / ジェシカ・ストラウス
キャッチコピー：紫闇の毒蜘蛛

ボスキャラクター
豪鬼
声：武虎 / デイヴ・マロウ
キャッチコピー：拳を極めし者

チャレンジモードのみ登場
ダン
声：楠田敏之 / テッド・スロカ

#### DLC・Vita版追加キャラクター
ダブルスマッシュタッグ
エレナ
声： 藤田咲 / カレン・ダイアー
キャッチコピー：大らかなサバンナの戦士
ダッドリー
声：楠見尚己 / スチュアート・マクリーン
キャッチコピー：戦いの中にこそ礼節あり

ファイナルファイトタッグ
ガイ
声：最上嗣生 / ジェイソン・C・ミラー
キャッチコピー：現世に降り立つ武神
コーディー
声： 岸尾だいすけ / マイケル・T・コールマン
キャッチコピー：やさぐれた英雄

セーラー服と野獣タッグ
さくら
声：福圓美里 / ブリトニー・リー・ハーベイ
キャッチコピー：春めく桜旋風
ブランカ
声：うえだゆうじ / タリエシン・ジャッフェ
キャッチコピー：剥き出しの獣性

### 鉄拳
担当声優は『鉄拳タッグトーナメント2』基準。鉄拳の登場人物を参照。
謀略の拳タッグ
一八
声：篠原まさのり / ジョーダン・バーン
キャッチコピー：悪鬼、君臨す
ニーナ
声：小林ゆう / メアリー・エリザベス・マクグリン
キャッチコピー：コールドハート

熱き友情のタッグ
マードック
声：間宮康弘 / T.J.ストーム
キャッチコピー：凶悪バーリトゥーダー
キング
声： なし
キャッチコピー：寡黙なジャガーフェイス

美女と巨漢のタッグ
ボブ
声：磯部勉 / パトリック・ザイツ
キャッチコピー：パーフェクト・ボディ
ジュリア
声：吉田聖子 / アニー・ウッド
キャッチコピー：自然を愛する佳人

セレブと庶民タッグ
リリ
声：瀬戸麻沙美 / ジョイ・ジェイコブソン
キャッチコピー：プラチナグレイス
飛鳥
声：うえだ星子 / G.K.ボウズ
キャッチコピー：浪速の喧嘩仲裁屋

重なる命運タッグ
仁
声：千葉一伸 / ブラッド・スウェイル
キャッチコピー：漆黒の翼
シャオユウ
声：冬馬由美 / キャリー・サヴィッジ
キャッチコピー：鳳凰演舞
若き才能タッグ
ファラン
声：前野智昭 / クリス・リカボー
キャッチコピー：自在の蹴り技
スティーブ
声：細谷佳正 / ギデオン・エメリー
キャッチコピー：スティンガーフック

闇の使いタッグ
吉光
声：関智一
キャッチコピー：妖刀を継ぐ者
レイヴン
声：松田健一郎 / D.C.ダグラス
キャッチコピー：夜天を舞う大鴉

圧倒的威圧感タッグ
クマ
声： なし
キャッチコピー：荒ぶる巨獣
平八
声：石塚運昇 / ジェイミソン・プライス
キャッチコピー：不滅の鉄拳王

永遠の修行仲間タッグ
ロウ
声：藤井啓輔 / デイビッド・ヴィンセント
キャッチコピー：情熱の炎
ポール
声：山本兼平 / マイク・マクファーランド
キャッチコピー：夢は宇宙一

ボスキャラクター
オーガ
声： なし
キャッチコピー：魂奪の巨人

#### DLC・Vita版追加キャラクター（鉄拳）
ダンス＆ポリスタッグ
レイ
声：石丸博也 / デイビッド・ジェレマイア
キャッチコピー：スーパーポリス
クリスティ
声：井上麻里奈 / リーソル・ウィルカーソン
キャッチコピー：サンバのリズム

人造タッグ
ブライアン
声：関智一 / キース・シルバースタイン
キャッチコピー：極悪レプリカント
ジャックX
声： 松田健一郎 / ジョーダン・バーン
キャッチコピー：多目的戦闘兵器

反乱分子タッグ
ラース
声：諏訪部順一 / ジャック・カラブリシー
キャッチコピー：裏切りの拳
アリサ
声： 松岡由貴 / ミシェル・ノッツ
キャッチコピー：機械仕掛けの微笑み

### ゲストキャラクター
ゲストキャラクターが登場するのはPlayStationプラットフォーム（PS3・PS Vita）のみ。カプコン側はXbox 360版にも専用キャラクターを登場させたいと願い、マイクロソフトと協議をしていたが、タイミングが合わなかったなどの理由で実現できなかったと、Xbox 360 Achievementsの取材に対し本作のプロデューサー小野義徳が回答している。Windows（Steam）版にも登場しない。
さらにアーケードモードでも使用可能なのはパックマンとメガマンのみで、他の3体は使用不可。
コール
声：ジェイソン・コトル
キャッチコピー：この男、英雄か、悪魔か。
『INFAMOUS〜悪名高き男〜』およびその続編である『InFAMOUS 2』に登場する主人公・コール・マグラス。電気を操る超人的な能力を得た元メッセンジャー（運び屋）。
『InFAMOUS 2』がベースで「アンプ」を使って闘う。『InFAMOUS 2』では日本語吹き替え版があるが、本作では英語ボイスのみ。
トロ
声：なし
キャッチコピー：人間になりたいネコ
『どこでもいっしょ』シリーズに登場する白い猫。語尾に「ニャ」をつけることが多い。
格闘スタイルはリュウがベースで、波動拳や昇龍拳などの技を使う。また、武器としてハリセンでも攻撃する。
クロ
声：なし
キャッチコピー：二次元こそ正義
『どこでもいっしょ』シリーズに登場する黒猫。語尾に「みャ」をつけることが多い。
格闘スタイルは一八がベースで、雷神拳やデビルビームなどの技を使う。また、武器としてバットでも攻撃する。
パックマン
声：デビ・デリーベリー
キャッチコピー：ドットイーター
『パックマン』シリーズの主人公。今作では鉄拳シリーズに登場する木人を模したロボットを操縦して戦う。
今作に登場する中でもっとも古いキャラクター。このキャラクターの勝利メッセージは文字の代わりに原作ゲームに登場する敵キャラクターなどが表示される。
メガマン
声：越田直樹 / クリス・カーソン
キャッチコピー：中年英雄現る!
1987年に発売された初代『ロックマン』の北米版『MEGA MAN（メガマン）』で使用されたパッケージイラストを基にしたキャラクター。当時のパッケージイラストは青と黄色の全身スーツに身を包んだ男性として描かれており（画像）、日本版のイラストとは大きなギャップがあったことで知られていた。本作ではこれをモチーフに「太った中年男性」として、元々のロックマンとは設定がやや異なる新たなキャラクターとして描き起こされた。なお、前記の経緯から北米では「Bad Box Art Mega Man (BBA Mega Man)」の通称でも知られている。
飛び道具や対空技の性能が低いキャラクターとして設計されている。また、オープニングデモやエンディングなどで本作のメガマンに設定を合わせたロール（声：沢城みゆき / ミシェル・ノッツ）が登場する。

### ナレーター
ナレーター
声：てらそままさき / ダレン・ポリッシュ
バトルナレーション
声：マシュー・サイズモア

## ステージ
Jurassic Era Research Facility
ジュラ紀の研究施設ステージ。1ラウンド目は鉄橋で、背景には恐竜たちの頭部が見える。2ラウンド目では鉄橋が崩れ落ちてファイターたちは飛び降り、地上で闘うことになる。2ラウンド以降の背景では鉄拳シリーズのアレックスがいて、シャドルーの紋章が描かれたトラックがある。
The Pitstop 109
大型トラックが並ぶ駐車場。背景にはエドモンド本田の顔がボディに描かれたトラックが駐車している。時間が経過するごとに昼から夕方、夜になっていく（PS Vita版では時間帯が夜に固定）。
Urban War Zone
もとは『鉄拳6』のステージの一つ。本作では背景にシャドルーの紋章が付いた戦車が登場する。
The Half Pipe
大都会の中にあるハーフパイプ。1ラウンド目は作業中の足場で、背景には多数のビルが見える。2ラウンド目ではファイターたちは足場から飛び降り、地上で闘うことになる。2ラウンド以降に登場するギャラリーの中にはユンとヤンがいる。
Mishima Estate
三島財閥の屋敷。1ラウンド目は屋敷の屋上。2ウランド目ではファイターたちは屋敷の2階の屋根に飛び降りる。3ラウンド目ではファイターたちは地上に飛び降りて闘う。背景では鉄拳シリーズのキャラクターたちに加えて、黒澤早雷も登場する。
Mad Gear Hideout
マッドギアのアジトになっている和風の邸宅。背景ではソドムやアビゲイルなどのマッドギア構成員が和風にアレンジした衣装で登場するが、ラウンドが進むとマイク・ハガーが乱入する。
Blast Furnace
鉄工所の内部。ラウンドが進むごとに鉄工所の内部が崩壊していく。背景ではシャドルーの紋章の付いた作業服を着た作業員たちが登場するが、その中に鉄拳シリーズの厳竜もいる。
Cosmic Elevator
宇宙基地につながるエレベーター。ラウンドが進むごとにエレベーターが地上から宇宙へと上昇する（PS Vita版では宇宙に停滞したまま）。背景の奥にメカザンギエフが姿を見せる（PS Vita版ではジャック-4も登場する）。
Antarctica
アーケードモードの中ボス戦ステージ。南極大陸を疾走するホバークラフトの内部でチームごとに設定された中ボスタッグと対決する。
Pandora's Box
アーケードモードの最終ステージ。南極点付近のパンドラの箱の落下地点を背景にボスキャラクターと対決する。
Training stage
トレーニングモード用のステージ。

## 不具合
発売後、「オンライン対戦時に効果音が鳴らないことがある（音飛び）」「一部のキャラクターに永久コンボが存在する」「一部のキャラクターがクイックコンボを含む特定の操作をした場合に、操作不能になることがある」といった不具合が発覚。これに対してカプコンのアシスタントプロデューサーである綾野智章は、謝罪するとともに原因の特定を行い、アップデートで改善する予定であると発表した。
2012年4月10日のアップデートで音飛びは改善された。永久コンボについては2012年7月6日より開催される格闘ゲームの世界大会「EVO」までに対応したいと答えている。5月18日のアップデートで永久コンボについての対策がされたが、一部のキャラクターに致命的な不具合が追加された。この不具合についての対策パッチは6月14日に配信された。
Games for Windows LIVEが廃止された影響で不具合が発生、Steam版が一時発売停止されていたこともある。

## イベント・大会
EVO 2012
2012年7月6日から8日まで北米のラスベガスで開催。
ストリートファイターシリーズの世界大会
2012年に開催。日本では秋に予選が行われ、決勝戦は北米のカリフォルニアで開催された。

## 関連商品
ストリートファイター X 鉄拳 マスターガイド
2012年3月発売。基本的なシステムと43キャラクター分の技表を収録した書籍。ソフトバンククリエイティブ刊。
ストリートファイター X 鉄拳 アートワークス
2012年4月5日発売。設定資料を収録した書籍。